# Nye Station
Nye Station er en letbanestation i Aarhus beliggende i byudviklingsområdet Nye mellem Lisbjerg og Lystrup. Stationen består af to spor med hver sin sideliggende perron.
Ved anlæggelsen består omgivelserne hovedsageligt af marker og gårde, men på sigt skal området huse mellem 10.000 og 15.000 indbyggere. Lokalplanen for de første 650 boliger med tilhørende butikker og daginstitution blev vedtaget i juni 2016, og byggeriet af de første 36 boliger gik i gang omkring årsskiftet 2016/2017. Det er tanken, at byen skal være bæredygtig, hvilket blandt andet omfatter genbrug af overfladevand og etableringen af letbanestationen, der giver direkte forbindelse til det centrale Aarhus.
Strækningen mellem Lisbjerg og Lystrup, hvor stationen ligger, var forventet åbnet i begyndelsen af 2018. På grund af manglende sikkerhedsgodkendelse blev åbningen imidlertid udskudt på ubestemt tid. Godkendelsen forelå 25. april 2019, og strækningen åbnede for driften 30. april 2019.